# 楊公橋
楊公橋，簡稱楊橋，又名利濟橋，是位於臺灣彰化縣鹿港鎮街尾里楊橋公園的橋梁，為清朝官員楊桂森捐俸建立。

## 歷史

### 建立

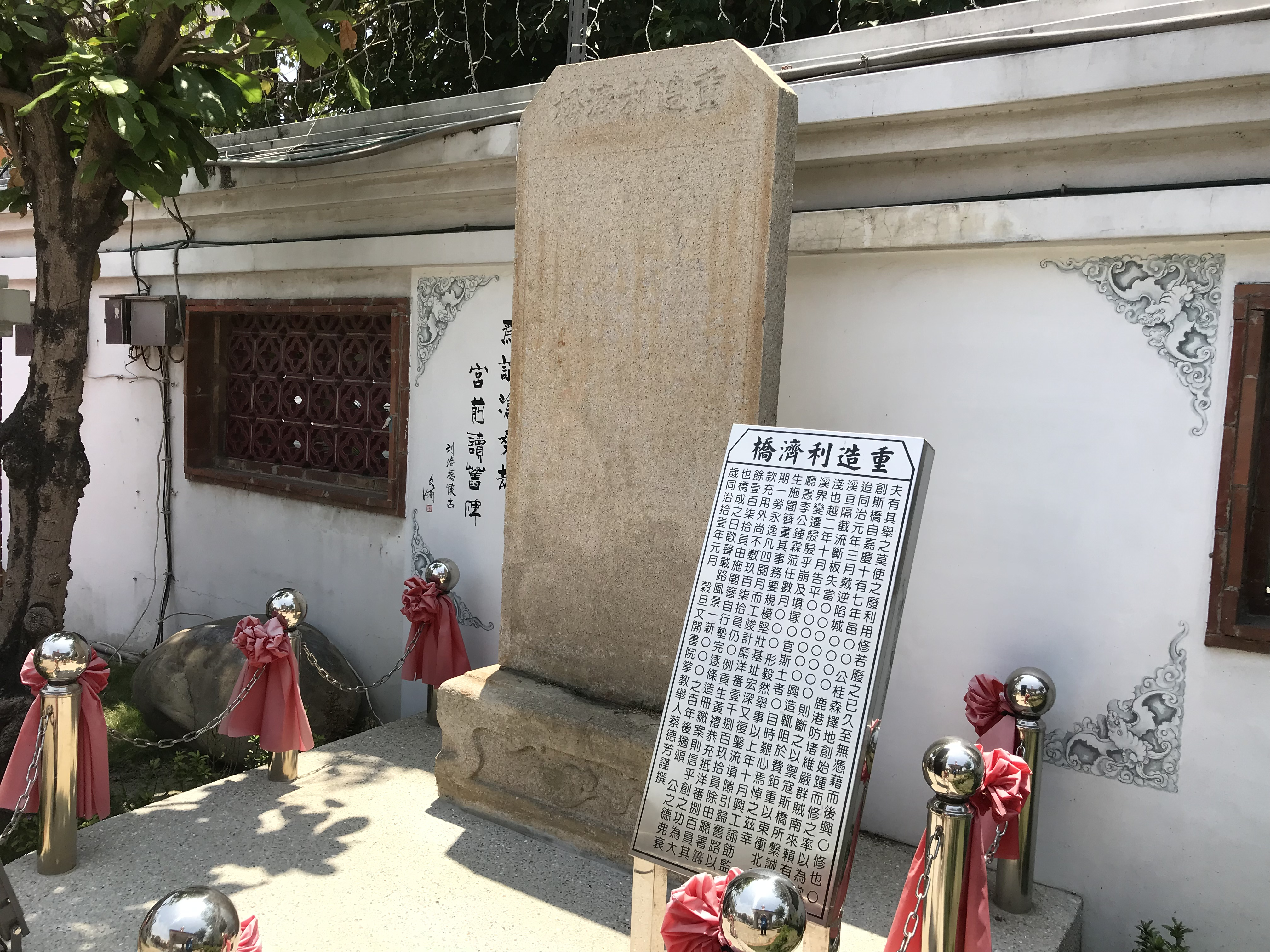
重造利濟橋碑

昔日在緊臨福鹿溪的水溝上有一座原名為「利濟橋」的橋樑，為鹿港居民及商人南往溪湖等鄉鎮的交通要道。《彰化縣志》載，該橋位於鹿港街尾，因溪流沖失崩毀甚多，嘉慶十七年（1812年），彰化縣知縣楊桂森署捐俸建橋，並在兩旁築堤阻止水患，被當地人喚為「楊公橋」。

### 重修
同治十年（1871年）鹿港同知李鍾霖斥資重修，次年完工，立名為「重造利濟橋」的石碑紀念。該碑為文開書院蔡德芳書寫，記載同治元年（1862年）戴潮春事件鹿港聯庄戰役時，鹿港人把橋破壞來防禦戴軍。
此橋的景觀在清治時期，列為鹿港八景之一的「楊橋踏月」。1939年，濁水溪氾濫，鹿港溪改道沖毀此橋和溪邊的南方土地公，政府遂改建福鹿橋替之。

### 重建
原先的重造利濟橋碑，棄置於距離鹿港溪舊河道僅約20公尺的民宅圍牆旁，還被人以為是墓碑。1980年代，因水流沖刷，民眾在舊濁水溪底發現舊有橋墩，遂建議重建。1995年9月20日，街尾里長許加春主持的聯合里民大會上，建議鎮公所重建，說重建後雖失去早年交通的功能，但可配合公園遊樂設施，成為休閒景觀，遂獲鹿港鎮公所採納。重建後的橋改為水泥施作。在2000年11月報導時已重建完成，而楊橋公園也接近完工。鹿港文人施文炳則在鹿港護安宮題詩以紀念，該詩也收錄在《施文炳詩文集》。
2004年4月24日，三一九槍擊事件不久，到鹿港護安宮、鹿港福德宮還願的中華民國總統陳水扁站在楊公橋觀景時，突然取出一張護貝的紙條，對護安宮主委林肇睢表示這是2月1日他到護安宮時得到的降筆詩，說感謝神明保佑。
福德宫、楊橋公園完成後，護安宮把重造利濟橋碑移至鹿港福德宫，並在2017年開會決議撥款修建安置該石碑。2017年11月28日，護安宮廟方舉行重揭古碑典禮。現場包括彰化縣政府文化局長陳文彬、鹿港鎮長黃振彥、縣議員葉國雄、鎮代會主席許志宏、前鎮長李棟樑、前縣議員施性鍾、王惠美服務處秘書許明輝、陳秀寶服務處秘書張雅晴、鎮代潘順良、里長吳維新等人與會。